# Chiesa di Santa Maria Assunta di Groppofosco
La chiesa di Santa Maria Assunta di Groppofosco è un edificio sacro che si trova in località Groppofosco a Villafranca in Lunigiana, dove si trovava anche un castello, di cui sono visibili alcuni resti. Tale castello è citato nel diploma di Federico I del 1164 come "castrum et curia".
La chiesa fu edificata, tra il XII e il XIII secolo, sull'itinerario della via Francigena, in corrispondenza di un traghetto sulla Magra che portava sulla strada per il genovesato, probabilmente a Tresana (Trivium) e che perse importanza per l'affermarsi del vicino ponte che partiva dal castello malaspiniano di Malnido. A Groppofosco sorgeva anche un "hospitale" di cui resta una struttura cadente; restano anche tracce importanti dell'antica pavimentazione della strada, ora ricoperte di fango. La chiesa, denominata "la Chiesaccia" per le precarie condizioni delle strutture, fu ricostruita e restaurata più volte nel corso dei secoli. Apparteneva al Capitolo della Cattedrale di Sarzana e per lungo tempo fu identificata con l'omonima chiesa posta ad Albareto in Valtaro (PR) e di proprietà dell'Abbazia di San Caprasio di Aulla, fondata da Adalberto I, marchese di Tuscia nell'884. Si deve a Giulivo Ricci il riconoscimento di tale chiesa. L'edificio conserva alcuni tratti costruttivi protoromanici, come il paramento murario a piccole bozze di pietra di forma irregolare e ciottoli fluviali disposti secondo corsi paralleli, e la decorazione a nicchie poco profonde.